# NASCAR Winston Cup de 1995
A Temporada da NASCAR Winston Cup de 1995 foi a 47º edição da Nascar, com 31 etapas disputadas o campeão foi Jeff Gordon.

## Calendário
| N. | Data   | Corrida                    | Circuito                        | Vencedor        | Segundo              | Terceiro        |
| 1  | 19-feb | Daytona 500                | Daytona International Speedway  | Sterling Marlin | Dale Earnhardt       | Mark Martin     |
| 2  | 26-feb | Goodwrench 500             | Rockingham Speedway             | Jeff Gordon     | Bobby Labonte        | Dale Earnhardt  |
| 3  | 5-mrt  | Pontiac Excitement 400     | Richmond International Raceway  | Terry Labonte   | Dale Earnhardt       | Rusty Wallace   |
| 4  | 12-mrt | Purolator 500              | Atlanta Motor Speedway          | Jeff Gordon     | Bobby Labonte        | Terry Labonte   |
| 5  | 26-mrt | TranSouth Financial 400    | Darlington Raceway              | Sterling Marlin | Dale Earnhardt       | Ted Musgrave    |
| 6  | 2-apr  | Food City 500              | Bristol Motor Speedway          | Jeff Gordon     | Rusty Wallace        | Darrell Waltrip |
| 7  | 9-apr  | First Union 400            | North Wilkesboro Speedway       | Dale Earnhardt  | Jeff Gordon          | Mark Martin     |
| 8  | 23-apr | Hanes 500                  | Martinsville Speedway           | Rusty Wallace   | Ted Musgrave         | Jeff Gordon     |
| 9  | 30-apr | Winston Select 500         | Talladega Superspeedway         | Mark Martin     | Jeff Gordon          | Morgan Shepherd |
| 10 | 7-mei  | Save Mart Supermarkets 300 | Infineon Raceway                | Dale Earnhardt  | Mark Martin          | Jeff Gordon     |
| 11 | 28-mei | Coca-Cola 600              | Charlotte Motor Speedway        | Bobby Labonte   | Terry Labonte        | Michael Waltrip |
| 12 | 4-jun  | Miller Genuine Draft 500   | Dover International Speedway    | Kyle Petty      | Bobby Labonte        | Ted Musgrave    |
| 13 | 11-jun | UAW-GM Teamwork 500        | Pocono Raceway                  | Terry Labonte   | Ted Musgrave         | Ken Schrader    |
| 14 | 18-jun | Miller Genuine Draft 400   | Michigan International Speedway | Bobby Labonte   | Jeff Gordon          | Rusty Wallace   |
| 15 | 1-jul  | Pepsi 400                  | Daytona International Speedway  | Jeff Gordon     | Sterling Marlin      | Dale Earnhardt  |
| 16 | 9-jul  | Slick 50 300               | New Hampshire Motor Speedway    | Jeff Gordon     | Morgan Shepherd      | Mark Martin     |
| 17 | 16-jul | Miller Genuine Draft 500   | Pocono Raceway                  | Dale Jarrett    | Jeff Gordon          | Ricky Rudd      |
| 18 | 23-jul | DieHard 500                | Talladega Superspeedway         | Sterling Marlin | Dale Jarrett         | Dale Earnhardt  |
| 19 | 5-aug  | Brickyard 400              | Indianapolis Motor Speedway     | Dale Earnhardt  | Rusty Wallace        | Dale Jarrett    |
| 20 | 13-aug | The Bud At The Glen        | Watkins Glen International      | Mark Martin     | Wally Dallenbach Jr. | Jeff Gordon     |
| 21 | 20-aug | GM Goodwrench Dealer 400   | Michigan International Speedway | Bobby Labonte   | Terry Labonte        | Jeff Gordon     |
| 22 | 26-aug | Goody's 500                | Bristol Motor Speedway          | Terry Labonte   | Dale Earnhardt       | Dale Jarrett    |
| 23 | 3-sep  | Mountain Dew Southern 500  | Darlington Raceway              | Jeff Gordon     | Dale Earnhardt       | Rusty Wallace   |
| 24 | 9-sep  | Miller Genuine Draft 400   | Richmond International Raceway  | Rusty Wallace   | Terry Labonte        | Dale Earnhardt  |
| 25 | 17-sep | MBNA 500                   | Dover International Speedway    | Jeff Gordon     | Bobby Hamilton       | Rusty Wallace   |
| 26 | 24-sep | Goody's 500                | Martinsville Speedway           | Dale Earnhardt  | Terry Labonte        | Rusty Wallace   |
| 27 | 1-okt  | Tyson Holly Farms 400      | North Wilkesboro Speedway       | Mark Martin     | Rusty Wallace        | Jeff Gordon     |
| 28 | 8-okt  | UAW-GM Quality 500         | Charlotte Motor Speedway        | Mark Martin     | Dale Earnhardt       | Terry Labonte   |
| 29 | 22-okt | AC Delco 400               | Rockingham Speedway             | Ward Burton     | Rusty Wallace        | Mark Martin     |
| 30 | 29-okt | Dura Lube 500              | Phoenix International Raceway   | Ricky Rudd      | Derrike Cope         | Dale Earnhardt  |
| 31 | 12-nov | NAPA 500                   | Atlanta Motor Speedway          | Dale Earnhardt  | Sterling Marlin      | Rusty Wallace   |

## Classificação final - Top 10
| 1  | Jeff Gordon     | 4614 |
| 2  | Dale Earnhardt  | 4580 |
| 3  | Sterling Marlin | 4361 |
| 4  | Mark Martin     | 4320 |
| 5  | Rusty Wallace   | 4240 |
| 6  | Terry Labonte   | 4146 |
| 7  | Ted Musgrave    | 3949 |
| 8  | Bill Elliott    | 3746 |
| 9  | Ricky Rudd      | 3734 |
| 10 | Bobby Labonte   | 3718 |